# عمرو الجزيري
عمرو عبد الرحمن علي الجزيري (مواليد 19 نوفمبر 1986) هو خماسي مصري يعيش في الولايات المتحدة. شارك باسم مصر في أولمبياد 2008 و 2012 و 2016 وحقق المركز 32 و 33 و 25 على التوالي. إخوانه عماد وعمر هم أيضا خماسيات أولمبية.

## الحياة الشخصية
عمرو الجزيري متزوج من الخماسي الأولمبي الأمريكية الحديث إيزابيلا إيزاكسن . في يونيو 2017 ، انضم الجزيري إلى الجيش الأمريكي.

## روابط خارجية
- عمرو الجزيري على موقع الاتحاد الدولي للخماسي الحديث (الإنجليزية)
- عمرو الجزيري على موقع اللجنة الأولمبية الدولية (الإنجليزية)
- عمرو الجزيري على موقع أوليمبيديا (الإنجليزية)
- عمرو الجزيري على موقع اللجنة الأولمبية والبارالمبية الأمريكية (الإنجليزية)
- Amro El Geziry at UIPM
- عمرو الجزيري  على موقع اللجنة الأولمبية الدولية